# Риваросса
Риваросса (итал. Rivarossa) — коммуна в Италии, располагается в регионе Пьемонт, в провинции Турин.
Население составляет 1427 человек (2008 г.), плотность населения составляет 130 чел./км². Занимает площадь 11 км². Почтовый индекс — 10040. Телефонный код — 011.
Покровительницей коммуны почитается святая равноапостольная Мария Магдалина, празднование 11 июля.

## Демография
Динамика населения:

## Администрация коммуны
- Официальный сайт: https://web.archive.org/web/20100731154604/http://www.comunerivarossa.it/